# 692. pehotni polk (Wehrmacht)
Za druge 692. polke glejte 692. polk.
692. pehotni polk (izvirno nemško Infanterie-Regiment 692) je bil eden izmed pehotnih polkov v sestavi redne nemške kopenske vojske med drugo svetovno vojno.

## Zgodovina
Polk je bil ustanovljen 20. decembra 1940 kot polk 14. vala na področju Meiningena iz delov trdnjavskega pehotnega polka »A«; polk je bil dodeljen 339. pehotni diviziji.
15. oktobra 1942 je bil polk preimenovan v 692. grenadirski polk.